# Mágneses Ohm-törvény
A mágneses Ohm-törvény felállítását Bláthy Ottó Titusz magyar gépészmérnöknek tulajdonítják. Segítségével számítható ki a transzformátorok és a villamos gépek gerjesztése:
{\displaystyle NI=\Phi {\frac {l}{\mu {A}}}},
ahol 
{\displaystyle N} a tekercs menetszáma,
{\displaystyle I} a tekercsben folyó áram, 
{\displaystyle NI} a gerjesztés, azaz a mágneses feszültség,  
{\displaystyle l} a kör közepes erővonalának hossza, 
{\displaystyle \mu } a kör anyagának permeabilitása, 
{\displaystyle A} a mágneses kör keresztmetszete, 
{\displaystyle {\frac {l}{\mu {A}}}} a mágneses ellenállás, 
{\displaystyle \Phi } pedig a fluxus, a mágneses áram.
A törvény csak látszólag analóg Ohm törvényével.
µr -relatív permeabilitás

  
µ0=4π10^-7 vákuum permeabilitás

N -menetszám 

 i áramerősség

 
l  -vasmag geometriai közepétől mért hossza

A -vasmag keresztmetszet m^2 ben

B -elektromágneses indukció

(N∙I) -elektromágneses feszültség, mértékegysége: (A)(amper)

Φ -elektromágneses áramerősség, mértékegysége: (Wb)(weber)

Rm -elektromágneses ellenállás, mértékegysége: (A/Vs)

B=μ0∙μrC(N∙I)/l

Φ=(N∙I)/Rm    =  B∙A  =  μ0∙μr∙(N∙I)/l∙A

(N∙I)=Φ∙Rm

Rm=(N∙I)/Φ